# Комун-Нуово
Комун-Нуово (итал. Comun Nuovo) — коммуна в Италии, располагается в регионе Ломбардия, подчиняется административному центру Бергамо.
Население составляет 2905 человек, плотность населения составляет 484 чел./км². Занимает площадь 6 км². Почтовый индекс — 24040. Телефонный код — 035.
Покровителем коммуны почитается Христос-Спаситель. В коммуне 6 августа особо празднуется Преображение Господне.